# Indeks (DTP)

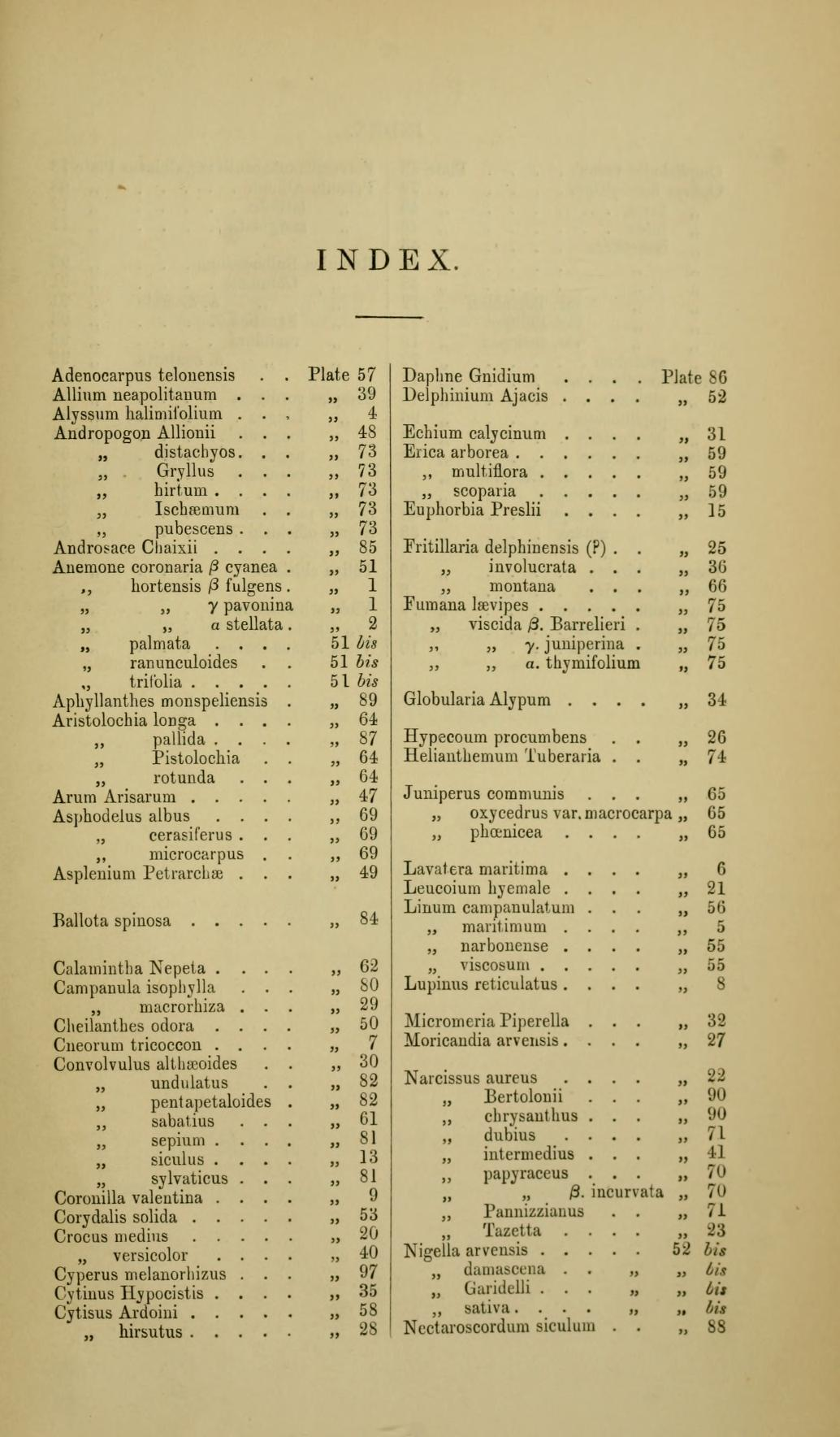
Alfabetyczny indeks roślin w książce, 1871

Indeks – w DTP to pomocniczy spis terminów (np. nazwisk, miejscowości, tematów) przytoczonych lub omówionych w dziele, wskazujący strony, na których termin jest wspomniany.